# اودومباگال
اودومباگال (به لاتین: Udumbagal) یک منطقهٔ مسکونی در سری‌لانکا است که در استان شمالی (سری‌لانکا) واقع شده‌است.